# Trax de Macon
Le Trax de Macon est une ancienne franchise amateur de hockey sur glace situé à Macon en Géorgie aux États-Unis. Elle évaluait dans la WHA 2, Atlantic Coast Hockey League et la Southern Professional Hockey League.

## Historique
L'équipe a été créé en 2002.
Ils sont finalistes de la WHA2 en 2004. À la dissolution de la ligue, ils intègrent la Southern Professional Hockey League et sont finalistes en 2005.